# Король повітря
«Король повітря» (англ. Air Bud) — американська спортивна сімейна комедія 1997 року.

## Сюжет
Норман Снівлі, клоун-невдаха, який ненавидить своє заняття, зганяє злість на своєму собаці ретривері Блю. Одного разу після невдалого виступу Снівлі вирішує здати собаку в притулок, однак по дорозі до притулку незакріплена клітка з псом випадає з кузова на дорогу. В цей час підліток Джош Фрамм, його мати Джекі та дворічна сестра Андреа переїжджають до Фернфілда, штат Вашингтон, і ледь не розчавлюють клітку, з якої тікає ретривер.
Джош перебуває в депресії після смерті батька і втрачає впевненість у власному вмінні грати в улюблену гру баскетбол, замість виступів у шкільній команді «Тімбервулвс» віддаючи перевагу заняттям баскетболом на імпровізованому майданчику, який він облаштував за покинутою церквою. Одного разу Джош помічає біля майданчика ретривера-втікача. Виявивши його дивовижну здатність забивати м'яча точно в кошик, Джош називає його Бадді та забирає додому. Джекі погоджується, щоб Бадді залишився до Різдва, поки знайдеться його господар. Коли настають свята, Джекі дозволяє Джошу залишити Бадді як різдвяний подарунок.
У школі Джош подружився з працівником з технічного обслуговування та колишнім професійним гравцем «Нью-Йорк Нікс» Артуром Чейні. Завдяки підтримці Чейні Джош отримує місце в шкільній баскетбольній команді. Бадді з'являється в школі під час гри Джоша і приводить у захват публіку, коли забиває м'яча в кошик. Бадді стає талісманом шкільної баскетбольної команди та з'являється в перервах її ігор. Снівлі, який побачив Бадді по телевізору і сподівається отримати прибуток від нової слави пса, змушує Джекі Фрамм віддати Бадді, оскільки в нього є документи, які підтверджують, що він є законним власником. Джош, виявивши, де живе Снівлі, пробирається на двір і звільняє Бадді з ланцюга, відпускаючи його на волю в лісі. Снівлі переслідує їх у своєму пікапі через парк, але потрапляє в озеро.
Під час фінальної гри чемпіонату штату у «Тімбервулвс» залишається через травми лише чотири гравці. В цей час у залі з'являється Бадді. Після того, як з'ясовується, що немає правил, які забороняють собаці грати в баскетбол, його додають до списку команди, і вона здобуває перемогу.
Незважаючи на те, що його документи на право власності були пошкоджені у воді, Снівлі подає до суду на родину Фрамм щодо опіки над Бадді. Суддя приймає рішення дати можливість Бадді самому вибрати його власника. Бадді вибирає Джоша.

## В ролях
| Актор           | Роль               |
| --------------- | ------------------ |
| Кевін Зегерс    | Джош Фрамм         |
| Венді Маккена   | Джекі Фрамм        |
| Майкл Джетер    | Норм Снівлі        |
| Брендан Флетчер | Ларрі Віллінгем    |
| Білл Коббс      | тренер Артур Чейні |
| Джей Бразо      | рефері             |
| Ерік Крістмас   | суддя              |

## Критика
Фільм отримав змішані відгуки: Rotten Tomatoes дав оцінку 48 % на основі 31 відгуків від критиків і 38 % від більш ніж 250 000 глядачів.
Фільм дав початок серії телефільмів «Король повітря» (1997—2013).